# Elliniki Lysi
Elliniki Lysi (Ελληνική Λύση) (Nederlands: Griekse oplossing) is een Griekse nationaal-conservatieve politieke partij die is opgericht door Kyriakos Velopoulos, een voormalig parlementslid van de Laikos Orthodoxos Synagermos. De officiële oprichting vond plaats op 28 juni 2016.
Zowel bij de Europese als Griekse parlementsverkiezingen van 2019 behaalde de partij ongeveer 4% van de stemmen.

## Verkiezingsresultaten

### Griekse parlementsverkiezingen
| Verkiezingen | Stemmen | %    | ± %   | Zetels   | +/− | #  | Positie   | Leider              |
| ------------ | ------- | ---- | ----- | -------- | --- | -- | --------- | ------------------- |
| 2019         | 208.805 | 3,7% | nieuw | 10 / 300 | +10 | #5 | oppositie | Kyriakos Velopoulos |

### Europese parlementsverkiezingen
| Verkiezingen | Stemmen | %     | ± %   | Zetels | +/− | #  |
| ------------ | ------- | ----- | ----- | ------ | --- | -- |
| 2019         | 236.349 | 4,18% | nieuw | 1 / 21 | +1  | #6 |